# Flugunfall bei Southampton 1998
Der Flugunfall bei Southampton 1998 ereignete sich am 27. Juli 1998. An diesem Tag verunglückte eine Canadian Vickers PBV-1A Canso (PBY-5A), ein Amphibienflugzeug, beim sog. Plane Sailing, einer besonderen Navigationsmethode, bei der Landung auf dem Wasser im Southampton Water bei Southampton. Insgesamt waren 18 Personen an Bord, zwei Passagiere starben bei dem Unglück. Es handelt sich um den bisher letzten (Stand: März 2021) tödlichen Zwischenfall mit einer Maschine des Typs Consolidated Catalina.

## Maschine
Bei der verunglückten Maschine handelte es sich um eine 1944 durch Consolidated gebaute Consolidated PBY-5A Catalina mit der Werknummer 1997. Die United States Navy nahm die Maschine im Januar 1945 mit dem militärischen Luftfahrzeugkennzeichen 46633 in Betrieb. Im November 1952 wurde die Maschine als Überbestand der USAAF klassifiziert, ausgesondert und auf der Naval Air Station Litchfield Park eingelagert. Im November 1952 wurde die Maschine aus dem Melderegister der Streitkräfte gestrichen. Das Unternehmen Trade Ayer Inc. aus Linden, New Jersey übernahm die Maschine im Jahr 1956 und ließ diese mit dem Luftfahrzeugkennzeichen N10023 zu. Von Juli 1957 bis 1961 war die Maschine bei dem Unternehmen Miron & Freres Ltd. aus Canterville, Québec mit dem Kennzeichen CF-MIR in Betrieb. Im Jahr 1960 wurde die Maschine durch das Unternehmen Noorduyn Aircraft in  Montreal zu einer Super Canso umgebaut, der Umbau war am 9. Dezember 1960 abgeschlossen. Von September 1964 bis September 1965 war die Maschine bei der Laurentian Air Services Ltd. in Ottawa in Betrieb, im September 1965 bei der Survair Ltd. in Ottawa. Von Juli 1967 bis 1969 besaß das Flugzeugleasingunternehmen Equitable Leasing Co. Corp. aus Burbank, Kalifornien die Maschine und verleaste sie im Juli 1967 zunächst an Firefly Inc. aus Portland, Oregon und später an Aeroservice Corp. aus Philadelphia, Pennsylvania sowie an Barringer Research. Anschließend ging die Maschine wieder nach Kanada, wo sie zwischen 1970 und 1984 mit dem Luftfahrzeugkennzeichen C-FMIR auf die Geoterrex Ltd. Terra Surveys in Ottawa zugelassen war. Die Maschine wurde bei dem Unternehmen anschließend auf Forschungsflügen in Europa und Südafrika eingesetzt. Im Dezember 1984 kam die Maschine zur Flotte der Plane Sailing Air Displays Ltd. aus Duxford, bei der sie bis 1994 mit dem Kennzeichen G-BLSC betrieben wurde. Der Auslieferungsflug an den neuen Betreiber wurde zwischen dem 14. und 20. Februar 1985 durchgeführt. Die Maschine war bei der Übergabe mit einer Bemalung der Royal Air Force versehen und trug das militärische Luftfahrzeugkennzeichen RAF/JV928/Y. Ab dem 11. Februar 1994 bis ins Jahr 1996 war die Maschine durch die Plane Sailing Ltd. in Bermuda zugelassen und trug das Kennzeichen VR-BPS. Sie war in dieser Zeit mit einer Bemalung der Royal Canadian Air Force und dem militärischen Kennzeichen RCAF/9754/P versehen. Ab 1996 trug die Maschine ihr letztes Kennzeichen VP-BPS. Das zweimotorige Amphibienflugzeug besaß ein ausfahrbares Fahrwerk für Landungen an Land sowie einen schwimmfähigen Rumpf für Wasserlandungen. Die Maschine war mit zwei Sternmotoren vom Typ Wright R-2600-35 ausgerüstet.
Es gab zwei Fluggasträume, die durch ein zentrales Abteil getrennt waren, welches eine Tür in der vorderen Trennwand hatte. Jeder Fluggastraum war mit acht Sitzen ausgestattet, vier zu beiden Seiten eines Mittelgangs. Die Vordersitze in jedem Abteil waren nach hinten gerichtet. Die Sitze waren typische Airline-Sitze und hatten eine Standard-Beckengurt-Rückhaltevorrichtung. Unter jedem Sitz war eine Schwimmweste verstaut. In jeder hinteren Blase befand sich eine Sitzbank; Diese hatte jedoch keine Rückhaltegurte. An Land wird das Flugzeug normalerweise über ventrale Treppen betreten. Dieser Zugang ist jedoch auf dem Wasser nicht möglich. Zwischen den Sitzen auf der linken Seite des vorderen Fachs befindet sich eine Fensterluke. Diese öffnet nach oben und außen. Auf der Rückseite und zu beiden Seiten des hinteren Abteils befinden sich zwei Beobachtungsblasen, die sich augenlidartig nach oben öffnen. Alle drei Ausgänge können als Notausgänge verwendet werden. Der Notausgang vom Flugdeck erfolgt durch eine abnehmbare Luke über dem Kopf des Copiloten.

## Passagiere, Besatzung und Flugplan
Es befand sich eine vierköpfige Besatzung an Bord der Maschine, bestehend aus einem Flugkapitän, einem Ersten Offizier und zwei Mitgliedern der Kabinenbesatzung, von denen einer als Crew Chief betitelt wurde. Der Flugkapitän verfügte über eine Gesamtflugerfahrung im Umfang von 9.935 Stunden, von denen er 151 Stunden an Bord der Consolidated PBY absolviert hatte.
Die Maschine war an dem Tag zu einem Pressetermin und Präsentationszwecken anlässlich des bevorstehenden Events Seawings 2000 gebucht worden, einer großen, für das Jahr 2000 geplanten Flugschau, bei der an den Beitrag Southamptons für die britische Luft- und Seefahrtgeschichte erinnert werden sollte. Der Betreiber der Maschine hatte den Organisatoren des Events einige kostenlose Kurzstreckenflüge angeboten, die diese zu einem frei wählbaren Termin antreten konnten. Zu den 14 Passagieren gehörten Pressevertreter, Mitglieder der Stadtverwaltung von Southampton sowie Mitglieder von Vereinen, die mit der Organisation der Veranstaltung betraut waren.

## Unfallhergang
Die Maschine startete um 13:33 Uhr von Startbahn 20 und flog einen Kurs von 218 Grad. Der Flugkapitän informierte die Flugsicherung, dass er nicht beabsichtige, die Maschine in einer größeren Höhe als 500 Fuß zu fliegen und wechselte auf die Seefunkfrequenz Kanal 12. Die Maschine flog entlang des Laufs des Itchen-Flusses, bis sie sich zwischen den Ortschaften Hythe und Netley befand. Die Piloten arbeiteten anschließend die Landecheckliste ab. Unter anderem musste der Kapitän dabei bestätigen, dass die Schwimmkörper ausgefahren, das Fahrwerk eingefahren und die Fahrwerksklappen verschlossen waren sowie dass die gelbe Kontrollleuchte, die anzeigte, dass die Fahrwerksklappen verschlossen waren, aktiv war. Nachdem die Maschine das Gebiet bereits einmal umkreist hatte, flog der Flugkapitän eine linkswärtige Platzrunde und führte einen Anflug auf einem Kurs von 280 Grad durch. Die Maschine strich leicht durchs Wasser und hob gleich wieder ab. Ein zweiter Anflug wurde durchgeführt, wobei die Maschine nach wie vor für ein Touch-and-Go-Manöver konfiguriert war. Die Piloten berichteten, dass die Maschine normal aufgesetzt hätte und einige Sekunden lang durch das Wasser geglitten sei, als einer der Piloten im Wasser Kielwellen eines Bootes sichtete. Unmittelbar darauf habe die Maschine abrupt nach links gegiert, während Wasser ins Cockpit eindrang.

## Opfer
Die Maschine wurde sogleich evakuiert, wobei zwei Männer durch Ertrinken starben. Das erste Opfer, ein 43-jähriger Mann, wurde bei der Einlieferung ins Krankenhaus für tot erklärt. Das zweite Opfer war der 51-jährige Bürgermeister der Stadt Southampton, Michael Andrews, der später im Krankenhaus starb. Andrews war erst seit zwei Monaten im Amt. Obwohl er selbst Nichtschwimmer war, hatte er bei der Evakuierung der anderen Insassen der sinkenden Maschine geholfen. Von den überlebenden 16 Personen wurden zehn ins Krankenhaus eingeliefert.

## Ursache
Bei der Bergung des Wracks wurde festgestellt, dass die Bugfahrwerksklappen fehlten. Die Ermittler gaben in ihrem Bericht an, dass sie nicht ausschließen könnten, dass die Maschine bei der Landung auf eine erhebliche Menge Treibgut gestoßen war, welches bewirkte, dass die Bugfahrwerksklappen nach innen einbrachen. Unabhängig von diesem Aspekt stellten die Ermittler schwere Korrosion am Drehrohr der Bugfahrwerksmechanik fest. Sie befanden, dass dadurch die Widerstandsfähigkeit des Mechanismus bei einer Belastung, wie sie bei einer Wasserlandung im Kielwasser entsteht, geschwächt gewesen sein könnte. Die Ermittler konnten eindeutig feststellen, dass die Korrosion über einen langen Zeitraum fortgeschritten war. Die Korrosionsschäden seien unentdeckt geblieben, da sie sich in einem verdeckten Bereich befanden. Eine Inspektion der Drehrohre sei im Inspektionsplan nicht vorgesehen gewesen.
Bei der Inaugenscheinnahme einer anderen Catalina stellten die Ermittler fest, dass die hinteren Enden der Drehrohre offen waren und es mit einem geeigneten Gerät, wie einem Endoskop möglich gewesen wäre, das gesamte Innere der Rohre zu inspizieren, insbesondere in dem Bereich, in dem das Materialversagen sich ereignet hatte. Das Wartungshandbuch und der Wartungsplan für die Catalina seien zu einer völlig anderen Zeit entwickelt und verfasst worden, als diese Flugzeuge noch für völlig andere Einsätze entworfen worden waren. In den Wartungsunterlagen seien Materialermüdungserscheinungen im fortgeschrittenen Alter und bei fortgeschrittenem Betrieb nicht ausreichend berücksichtigt worden.